# Irene Tomeoni
Irene Tomeoni (Lucca, 1763 - Viena, 12 d'octubre de 1830) fou una soprano italiana.
Provinent d'una família de cantants, és probable que fos filla de Pellegrino Tomeoni i, per tant, germana de Florido Tomeoni. Va debutar en públic a Gènova el 1781 i posteriorment va oferir un concert a Florència el 1784, on va conèixer el compositor francès Pierre Dutillieu, amb qui es casaria. El 1785, a Milà, va interpretar La Quakera spirituosa de Guglielmi. La seva trajectòria artística es va desenvolupar principalment a Nàpols, on entre 1787 i 1791 va participar gairebé exclusivament en òperes còmiques de compositors com Sarti, Anfossi, Guglielmi i Cimarosa. Entre les obres que va estrenar, destaquen La Pastorella nobile (1788), La Bella Pescatrice de Guglielmi i I due sopposti conti de Cimarosa (1789).
El 1791, va viatjar a Viena amb el seu marit després d'aconseguir un contracte per substituir Adriana Ferrarese com a prima buffa de la companyia d’òpera italiana de la ciutat. Va debutar amb La bella pescatrice de Guglielmi, aconseguint un gran èxit. Zinzendorf va destacar en el seu diari la seva gràcia escènica, descrivint-la com «infinitament agradable». A Àustria, la seva veu captivadora i la seva expressivitat van ser àmpliament elogiades. El 1792, va interpretar per primera vegada el paper de Carolina a Il matrimonio segreto de Cimarosa en una representació mítica en què l'emperador va exigir repetir tota l’òpera la mateixa nit. Més endavant, entre 1796 i 1797, va tornar a Nàpols per actuar al Fiorentini. La seva trajectòria va patir un cop el 1798 amb la mort del seu marit. Tot i això, la seva carrera va continuar, i entre 1809 i 1810 va emprendre gires per diverses ciutats alemanyes.
Tomeoni no es distingia per un virtuosisme excepcional, fet pel qual els compositors adaptaven les seves obres evitant la coloratura i limitant l'extensió vocal a poc més d'una octava. El seu talent residia en la naturalitat de la interpretació, el seu carisma espontani i la seva habilitat escènica.